# Grand Riviere
Grand Riviere es una localidad de Trinidad y Tobago, que forma parte de la región de Sangre Grande.

## Geografía
La localidad abarca parte de la isla Trinidad y limita al norte con el mar Caribe, al sur con Matura y Salybia Village, al este con Monte Video y al oeste con Matelot.

## Demografía
Datos demográficos de la localidad de Grand Riviere:
| Gráfica de evolución demográfica de Grand Riviere entre 2000 y 2011 |
|                                                                     |